# FK Jablonec
FK Jablonec är en tjeckisk fotbollsklubb från Jablonec nad Nisou. Klubben har spelat i Tjeckiens högstaliga i fotboll sedan 1994. Jablonec har vunnit den tjeckiska cupen två gånger och supercupen en gång.

## Placering tidigare säsonger
| Säsong  | Nivå | Liga                    | Placering | Referens | Notering |
| ------- | ---- | ----------------------- | --------- | -------- | -------- |
| 2009/10 | 1    | 1. česká fotbalová liga | 2         | [ 1 ]    |          |
| 2010/11 | 1    | 1. česká fotbalová liga | 3         | [ 2 ]    |          |
| 2011/12 | 1    | 1. česká fotbalová liga | 8         | [ 3 ]    |          |
| 2012/13 | 1    | 1. česká fotbalová liga | 4         | [ 4 ]    |          |
| 2013/14 | 1    | 1. česká fotbalová liga | 11        | [ 5 ]    |          |
| 2014/15 | 1    | 1. česká fotbalová liga | 3         | [ 6 ]    |          |
| 2015/16 | 1    | 1. česká fotbalová liga | 7         | [ 7 ]    |          |
| 2016/17 | 1    | 1. česká fotbalová liga | 8         | [ 8 ]    |          |
| 2017/18 | 1    | 1. česká fotbalová liga | 3         | [ 9 ]    |          |
| 2018/19 | 1    | 1. česká fotbalová liga | 4         | [ 10 ]   |          |
| 2019/20 | 1    | 1. česká fotbalová liga | 4         | [ 11 ]   |          |
| 2020/21 | 1    | 1. česká fotbalová liga | 3         | [ 12 ]   |          |
| 2021/22 | 1    | 1. česká fotbalová liga | 13        | [ 13 ]   |          |
| 2022/23 | 1    | 1. česká fotbalová liga | 13        | [ 14 ]   |          |